# Eupetomena
Eupetomena es un género de aves apodiformes de la familia Trochilidae —los colibríes— que agrupa apenas a dos especies nativas de América del Sur, cuyas áreas de distribución se encuentran entre el sur de Surinam y el centro de Bolivia, Paraguay, sur de Brasil y extremo noreste de Argentina. El género era monotípico hasta que los estudios filogenéticos indicaron que la especie Aphantochroa cirrochloris es hermana de E. macroura, por lo que fue transferida para el presente. A sus miembros se les conoce por el nombre común de colibríes.

## Características
Los dos colibríes de este género difieren notablemente entre sí, mientras E. macroura mide 20 cm de longitud, con una espectacular cola larga muy ahorquillada de color azul violáceo, como el capuchón y las subcaudales, E. cirrochloris mide 11 cm, de coloración general apagada pardo oscura y cola gris cuadrada. La principal característica que los une es el raquis achatado de las remeras externas de los machos adultos además de compartir la misma biogeografía.

## Sistemática
El género Eupetomena fue propuesto por el ornitólogo británico John Gould en 1853 en su monumental obra A monograph of the Trochilidæ, or family of humming-birds; la especie tipo, designada por monotipia es Trochilus macrourus, actual Eupetomena macroura.

### Etimología
El nombre genérico femenino «Eupetomena» se compone de las palabras del griego «eu» que significa ‘bueno’ y «petomenos» que significa ‘siempre sobre las alas’, ‘volando’.

### Taxonomía
Tanto E. macroura como Aphantochroa cirrochloris ya habían sido colocadas en el género Campylopterus con base en la característica de las alas con los raquis achatados de las remeras externas de los machos adultos (alas de sable). Sin embargo, los estudios filogenéticos de McGuire et al. (2014) encontraron que ambas especies eran parientes apenas distantes de los Campylopterus y que eran hermanas entre sí. Stiles et al. (2017) propusieron la fusión del género Aphantochroa dentro del presente. Este cambio taxonómico fue reconocido por el Comité de Clasificación de Sudamérica (SACC) en la Propuesta N.º 781.

## Lista de especies
Según las clasificaciones del Congreso Ornitológico Internacional (IOC) y Clements Checklist/eBird, el género agrupa a las siguientes especies con el respectivo nombre popular de acuerdo con la Sociedad Española de Ornitología (SEO):
| Imagen | Nombre científico       | Autor            | Nombre común       | Estado de conservación | Distribución |
| ------ | ----------------------- | ---------------- | ------------------ | ---------------------- | ------------ |
|        | Eupetomena macroura     | (Gmelin), 1788   | colibrí golondrina | LC                     |              |
|        | Eupetomena cirrochloris | (Vieillot), 1818 | colibrí apagado    | LC                     |              |